# Llano Estacado

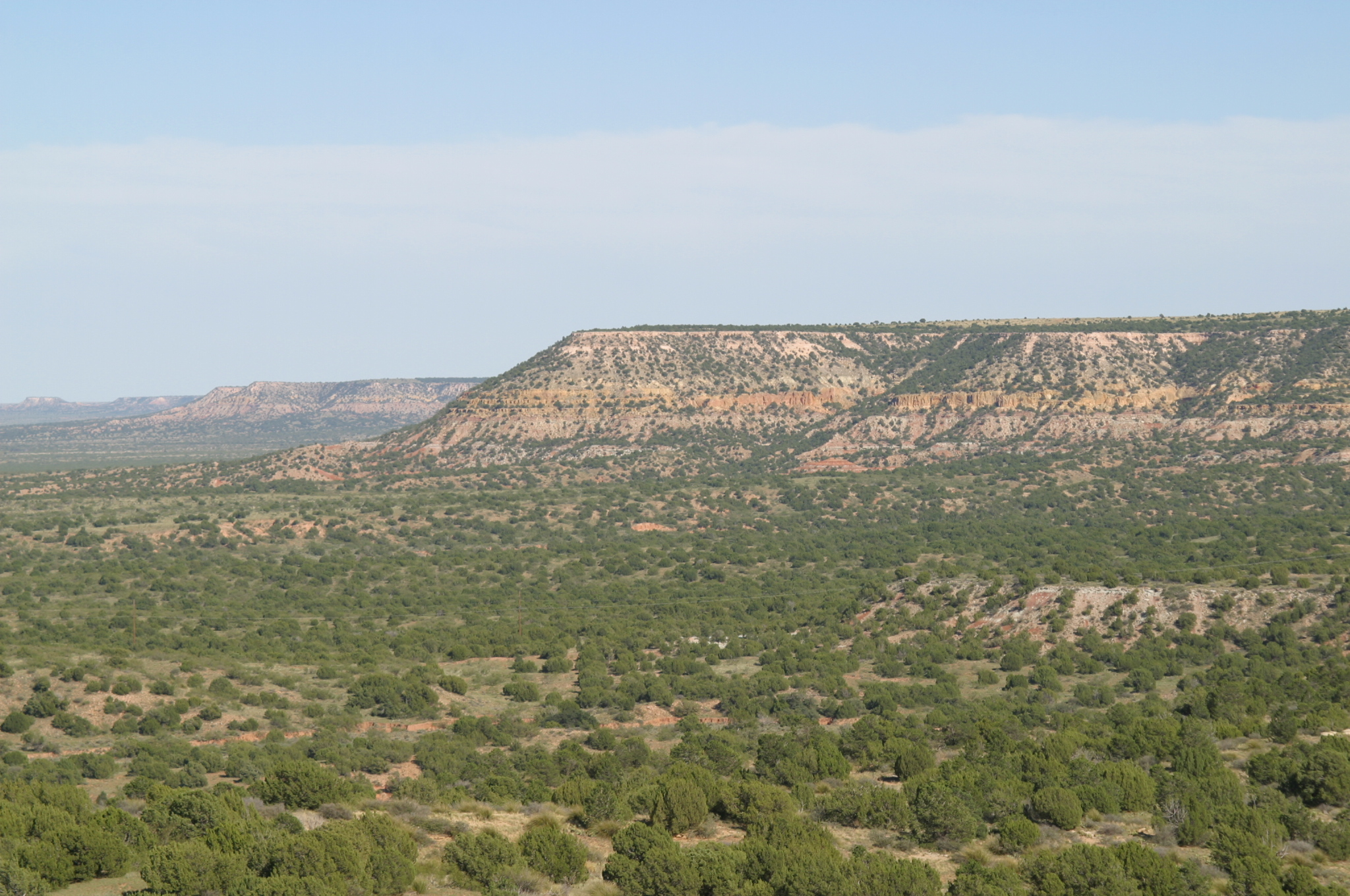
La regione settentrionale del Llano Estacado, in Texas.

Il Llano Estacado (dalle parole spagnole llano: pianura; estacado: recinto) è una regione naturale degli Stati Uniti sud-occidentali che si estende a est del Nuovo Messico e a nord-ovest del Texas.

## Descrizione
Comprende le South Plains e parte del Texas Panhandle. Considerato come una delle più grandi mesa dell'America settentrionale, si trova ad un'altitudine tra i 900 metri (a sud-est) e i 1.530 metri (a nord-ovest).